# Samostan Pantanasa
Samostan Pantanasa (grško Μονή Παντανάσσης) je samostan Božje matere Pantanasa, posvečen bizantinskemu mestu Mistra na Peloponezu (Grčija).

## Zgodovina
Samostan je ustanovil Johanes Frangopulos, višji uradnik Morejske despotije v 15. stoletju. Glede na napis je bila cerkev posvečena septembra 1428.
Sredi 19. stoletja se je preoblikoval iz meniškega v nunski samostan grške pravoslavne cerkve. Je edini še naseljeni samostan v Mistri. Nune so se preživljale same, same pridelujejo kmetijske izdelke.

## Arhitektura
Samostan sestavljajo glavna cerkev, samostanske celice, refektorij, kuhinja, kopalnice, shrambe, cisterna, bolnišnica, sobe za goste in mnogi drugi gospodarski prostori.
Glavna cerkev je središče samostana in je bila zgrajena pod vplivom zahodnih evropskih arhitekturnih slogov, zlasti gotike. Preostale stavbe so bile razporejene okoli cerkve in so zavarovane s kamnitim zidom.

## Stenske poslikave
Samostanska cerkev ima dobro ohranjene freske s svetopisemskimi prizori in svetniki, ki so jih naredili bizantinski slikarji predvsem sredi 15. stoletja.